# Josef Stiegler

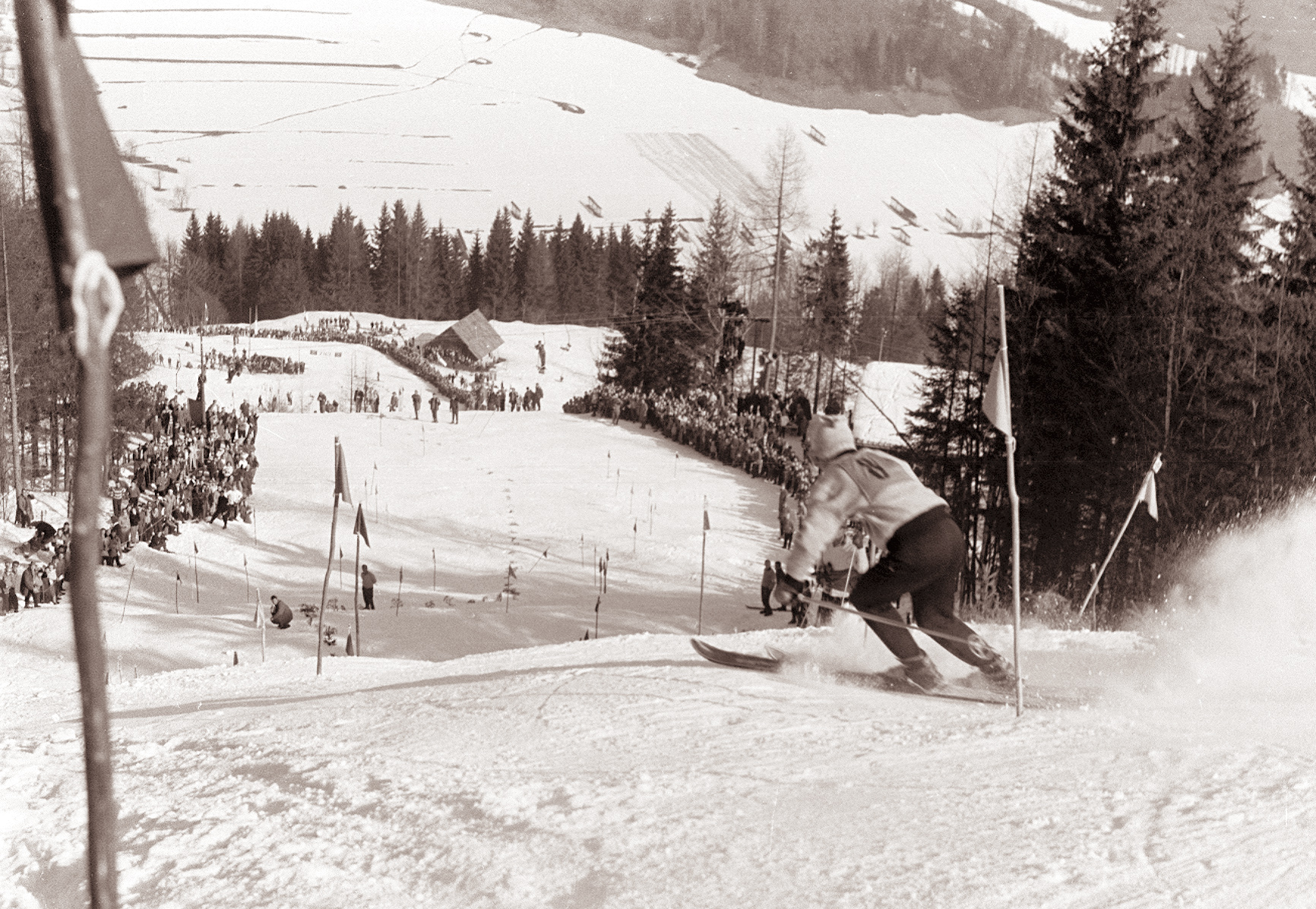
Josef Stiegler in 1961

Josef Stiegler (Lienz, 20 april 1937) is een Oostenrijkse voormalige alpineskiër.
Stiegler was in 1960 en in 1964 deelnemer op de Olympische Winterspelen, die tevens als wereldkampioenschappen alpineskiën golden, waarbij hij drie medailles veroverde, een van elke kleur. Op de Winterspelen van 1960 won hij zilver op de reuzenslalom, eindigde als vijfde op de slalom en op de combinatie (de enige niet-olympische discipline) eindigde hij als vierde. Op de Winterspelen van 1964 won hij de bronzen medaille op de reuzenslalom en werd hij olympisch kampioen (en wereldkampioen) op de slalom.
Hij beëindigde in 1964 zijn sportcarrière. Later emigreerde hij naar de Verenigde Staten, waar hij in onder andere de wintersportplaats Jackson (Wyoming) directeur van een skischool was. Hij is vader van Resi Stiegler die ook als alpineskiester internationaal actief werd.

## Kampioenschappen
1948: Edy Reinalter ·
1952: Othmar Schneider ·
1956: Toni Sailer ·
1960: Ernst Hinterseer ·
1964: Josef Stiegler ·
1968: Jean-Claude Killy ·
1972: Francisco Fernández Ochoa ·
1976: Piero Gros ·
1980: Ingemar Stenmark ·
1984: Phil Mahre ·
1988: Alberto Tomba ·
1992: Finn Christian Jagge ·
1994: Thomas Stangassinger ·
1998: Hans Petter Buraas ·
2002: Jean-Pierre Vidal ·
2006: Benjamin Raich ·
2010: Giuliano Razzoli ·
2014: Mario Matt ·
2018: André Myhrer ·
2022: Clément Noël
- Library of Congress Control Number: no2014140959
- Virtual International Authority File: 311580435
- WorldCat: E39PBJf8x7r9tmqHCFWMB8rpfq